# Diospyros kintungensis
Diospyros kintungensis är en tvåhjärtbladig växtart som beskrevs av Cheng Yih Wu. Diospyros kintungensis ingår i släktet Diospyros och familjen Ebenaceae. Inga underarter finns listade i Catalogue of Life.